# USS Callister
«USS Callister» es el primer episodio de la cuarta temporada la serie de antología Black Mirror. Escrito por el creador de la serie Charlie Brooker y William Bridges y dirigido por Toby Haynes, se emitió por primera vez en Netflix, junto con el resto de los episodios, el 29 de diciembre de 2017.
El episodio sigue a Robert Daly (Jesse Plemons), un programador recluso pero talentoso y cofundador de un popular juego multijugador masivo en línea que está resentido por la falta de reconocimiento de su posición por parte de sus compañeros de trabajo. Él saca sus frustraciones simulando una aventura espacial tipo Star Trek dentro del juego, usando el ADN de sus compañeros de trabajo para crear clones digitales de ellos. Actuando como el capitán de la nave espacial USS Callister, Daly puede ordenar a sus compañeros de trabajo, someterlos a su voluntad, y maltratarlos si se salen de la línea. Cuando Daly trae a Nanette Cole (Cristin Milioti) recién contratada a su juego, ella alienta a las otras copias a rebelarse contra Daly.
A diferencia de la mayoría de los episodios de Black Mirror, «USS Callister» contiene comedia abierta y tiene muchos efectos especiales. Como fanático de Star Trek, Bridges quiso introducir muchos detalles del show en «USS Callister», aunque el episodio fue concebido principalmente con el episodio «It's a Good Life» de The Twilight Zone y el personaje de Viz Playtime Fontayne en mente.[cita requerida]
El episodio recibió una acogida positiva, y los críticos elogiaron la historia y la eligieron como el mejor episodio de la cuarta temporada de la serie, aunque algunos criticaron la extensión del episodio. Algunos vieron el episodio como abuso masculino de la autoridad, y han comparado a Daly con los acontecimientos recientes que rodean a los acosadores de Internet y las acusaciones de abuso sexual contra Harvey Weinstein.[cita requerida]

## Argumento
El capitán Daly (Jesse Plemons) y su tripulación están a bordo de una nave espacial, el USS Callister, intentando vencer a su archienemigo Valdack (Billy Magnussen). Destruyen la nave de Valdack, pero se las arregla para usar una cápsula de escape para sobrevivir.
La versión real de Robert Daly llega a su lugar de trabajo, donde es el director técnico y cofundador de Callister Inc., que produce el juego multijugador masivo en línea Infinity jugado en una realidad simulada a través de interfaces neuronales. Sus compañeros de trabajo lo tratan con cortés falta de respeto. Todos los miembros del equipo de la nave espacial se encuentran entre estos compañeros de trabajo. Una nueva empleada, Nanette Cole (Cristin Milioti), se presenta a Daly. Cole tomó el trabajo porque está impresionado por la belleza del código de Daly. Ella se entera de que es fan de un viejo programa de televisión llamado «Space Fleet». El cofundador de la compañía James Walton (Jimmi Simpson) llega a la oficina de Daly y lo regaña por la demora de un parche de actualización. Cuando regresa a casa después del trabajo, Daly inicia sesión en un juego, una copia privada de Infinity, modificado para incluir elementos de la Flota Espacial. En el juego, la tripulación del USS Callister vive con miedo por su capitán omnipotente; Daly medio estrangula al compañero de tripulación Walton, enojado.
Cole capta la atención de Daly en el trabajo. Después de escuchar una conversación donde la empleada Shania Lowry (Michaela Coel) le advierte a Cole que se aleje de Daly, toma una taza de café de Cole y utiliza el ADN para subir su personaje a su juego modificado. Cole se despierta a bordo de la nave espacial, confundida y angustiada por no saber dónde está. Cole encuentra a los tripulantes, otros empleados de Callister: junto con Walton y Lowry, el programador Dudani (Paul Raymond), la recepcionista Elena (Milanka Brooks) y el interno Nate Packer (Osy Ikhile). Explican que ahora es un clon digital y una parte del juego de Daly, separado de su ser real. Daly usa su juego para sacar su enojo de los eventos que suceden en el mundo real y experimentar sus fantasías, incluyendo ir a misiones para derrotar a Valdack y besar a los personajes femeninos. Daly llega pero Cole se niega a cooperar con él, por lo que él quita sus rasgos faciales, cegándola y asfixiándola hasta que ella obedezca. Con Cole todavía en estado de shock, la tripulación se embarca en una misión de distancia.
Cuando Daly abandona el juego, Cole piratea el sistema del juego y le envía un mensaje a su verdadero yo de la vida real, quien desafortunadamente descarta el mensaje como resultado de un spambot después de decirle a Daly. Daly regresa y amenaza a la tripulación nuevamente; Lowry intenta proteger a Cole, por lo que Daly la convierte en un monstruo para ser abandonada en un planeta en desuso. Para disuadir a Cole de una rebelión futura, Walton le revela que, como castigo por la desobediencia, Daly ha llevado previamente al joven hijo de Walton al juego, lo ha puesto en una esclusa de aire y lo ha expulsado al espacio ante los ojos de Walton.
Cole observa un agujero de gusano en su universo, que representa el parche de actualización retrasado que se envía a través de la red a la computadora de Cole, y se le ocurre un nuevo plan, convencer a la tripulación (incluido Walton) para intentar escapar por el agujero de gusano. La tripulación espera que entrar en el agujero de gusano resultará en su muerte, un destino que consideran preferible a permanecer bajo el control de Daly. Cuando Daly entra al juego, Cole lo lleva en una misión solo y lo distrae convenciéndolo de que nade en un lago con ella mientras la tripulación le roba el omnicorder y se comunican con el mundo real, la tripulación chantajea con imágenes sexuales de su cuenta de PhotoCloud que Cole virtual les había dado acceso previamente. La verdadera Cole ordena una pizza al departamento de Daly y mientras él está distraído, ella roba las colecciones de Daly del ADN de la tripulación. Mientras tanto, la Cole virtual y el resto de la tripulación se van volando, dirigiéndose hacia el agujero de gusano. Daly regresa al juego y los persigue. El Callister está dañado en un campo de asteroides, pero Walton se sacrifica para reiniciar los motores. La tripulación se escapa por el agujero de gusano, esperando que los mate, pero se encuentran en la versión actualizada de Infinity, sin las modificaciones de Daly en sus cuerpos y con Valdack y Lowry restaurados. Mientras tanto, el juego modificado de Daly se borra a sí mismo, con el verdadero Daly dentro y sin poder salir. De vuelta en el mundo real, el cuerpo de Daly está flácido e inmóvil. La tripulación, ahora dirigida por Cole, interactúa con un usuario molesto llamado Gamer691 (Aaron Paul) antes de topar hiperpared en otro lugar en el universo virtual.

## Reparto
- Jesse Plemons - Robert Daly
- Cristin Milioti - Nanette Cole
- Jimmi Simpson - James Walton
- Michaela Coel - Shania Lowry
- Billy Magnussen - Karl Plowman / Valdack
- Milanka Brooks - Elena Tulaska
- Osy Ikhile - Nate Packer
- Paul G. Raymond - Kabir Dudani
- Hammed Animashaun - Pizzero
- Tom Mulheron - Tommy
- Aaron Paul - Gamer691

## Análisis

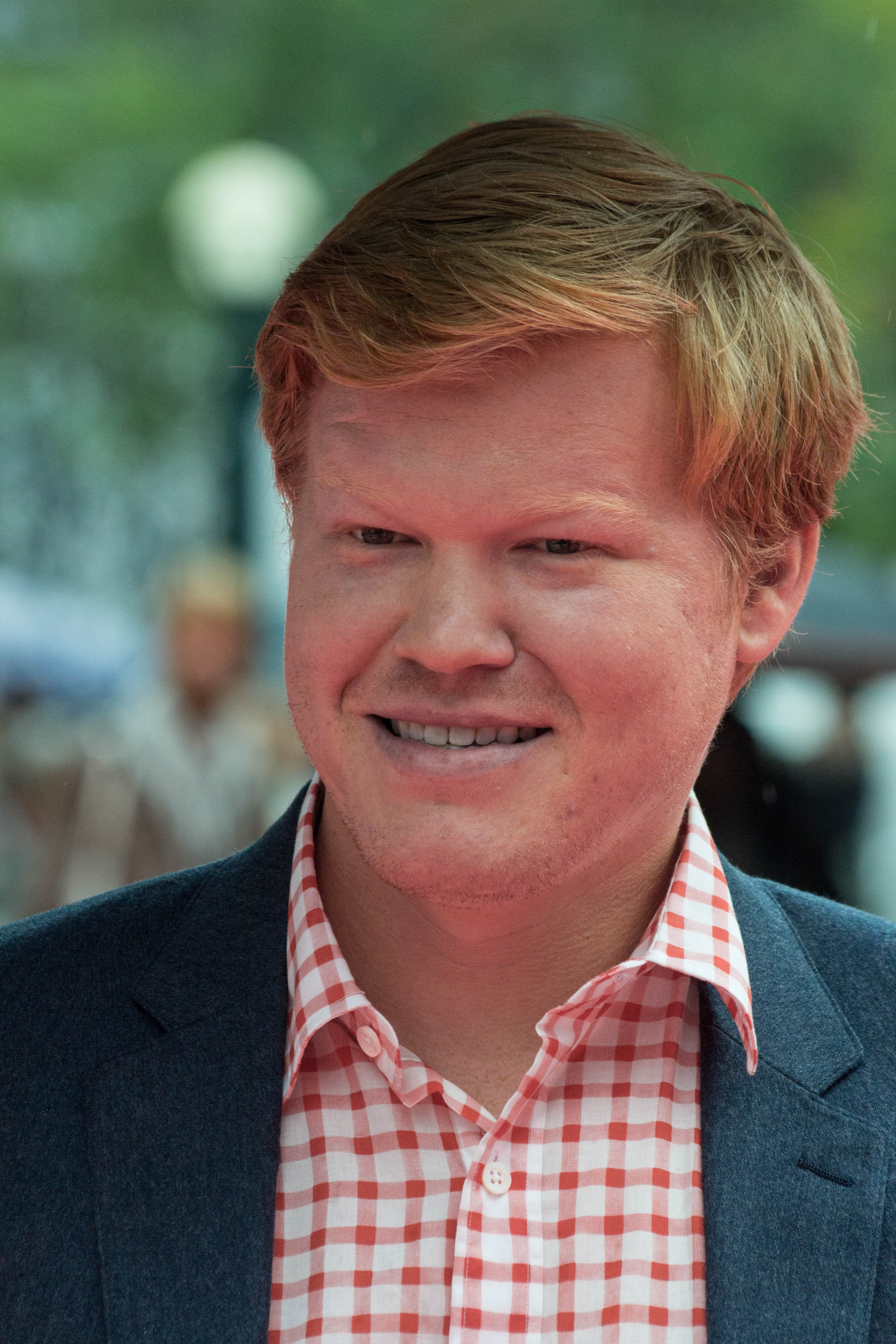
Jesse Plemons interpreta a Robert Daly, quien quita su furia con los clones virtuales debido a la infelicidad en la vida real.

El episodio es un homenaje a Star Trek. Utilizando un diseño de conjunto similar, el episodio se ha comparado con otra parodia del espectáculo, la película de 1999 Galaxy Quest. Un crítico describió «USS Callister» como crítica del sexismo en Star Trek y su fandom, con otro que lo llama «una cruel parodia e incluso un ataque maléfico», aunque Brooker dijo «No quiero que se vea que estamos atacando a los fanáticos de la ciencia ficción clásica». Tiene una historia similar a la historia corta «No tengo boca, y debo gritar», que presenta personajes secuestrados por una supercomputadora. Además, evoca Toy Story. Ha sido llamado «el episodio más cinemático hasta la fecha» para el espectáculo, debido a su uso de colores vivos y un gran paisaje ficticio. Aunque el episodio es oscuro a veces y plantea problemas graves, también tiene un tono más alegre a los episodios previos de Black Mirror, que contiene chistes de una línea y gags visuales, y un final feliz en relación con otros episodios del programa. Su giro argumental se desarrolla lentamente, en contraste con la revelación de episodios previos.
El personaje principal Robert Daly tiene una vida infeliz, en la que no recibe crédito por cofundar su empresa y es burlado por sus colegas en el lugar de trabajo. El episodio comienza con el tropo de Hollywood de un hombre socialmente incómodo que conoce a una mujer más joven que aprecia su inteligencia. Los espectadores inicialmente se ponen de parte de Daly, pero en lugar de que la pareja se enamore, nos enteramos de la verdadera naturaleza de Daly. Como Capitán del USS Callister, abusa de su posición de poder, obligando a sus compañeros a actuar como contrarios a sí mismos, como Walton pasando del superior de Daly a su subordinado. Al igual que un matón de Internet, a Daly no parece importarle el dolor que está infligiendo a los clones virtuales, tratándolos como figuras de acción.
Según los críticos, Daly encaja en un arquetipo común de hombres blancos que participan en cámaras de eco en línea prejuiciadas debido al ostracismo en la vida real y un sentido de derecho, o de un nerd que se convierte en matón después de ser víctima de acoso. Charles Bramesco de Vulture señala que, a pesar de que Robert nunca viola a ninguna de las integrantes de la tripulación, exhibe rasgos psicológicos asociados con la cultura de la violación. Tristram Fane Saunders de The Telegraph llama al episodio como «un ataque agudo en todo un género de narrativa impulsada por hombres» e iguala la fantasía sexista de Daly que involucra a su atractivo compañero de trabajo más joven con las acusaciones de abuso sexual de Harvey Weinstein. Sara Moniuszko de USA Today hace la misma comparación, relacionando cómo Daly besa a las tripulantes y amenaza a la tripulación cuando lo desobedecen al presunto abuso de Weinstein.

## Producción
Mientras que la temporada uno y dos de Black Mirror se exhibieron en Channel 4 en el Reino Unido, en septiembre de 2015 Netflix encargó la serie para 12 episodios, y en marzo de 2016 superó a Channel 4 por los derechos de distribución de la tercera temporada, con un oferta de 40 millones de dólares. La orden de 12 episodios se dividió en dos temporadas de seis episodios cada una.

### Redacción
El episodio fue escrito en noviembre de 2016 por el creador de la serie Charlie Brooker junto con William Bridges, quien previamente coescribió el episodio «Shut Up and Dance» de la temporada 3. Brooker dice que el episodio se basó en hacer «una versión de 'Black Mirror' de un espacio épico», una idea que comenzó durante la filmación del episodio Playtesting de la temporada tres. Inspirado parcialmente por «It's a Good Life», un episodio de The Twilight Zone sobre un niño con «poderes divinos», y parcialmente por el personaje de Viz Playtime Fontayne, un adulto que hace que las personas participen en juegos infantiles, Charlie Brooker compara a Daly con el dictador Kim Jong-un y con «alguien que está en línea y desahogo». Aunque a veces es muy sombrío, el episodio tiene una comedia que puede considerarse atípica para el espectáculo, y Brooker cree que es el episodio más popular del programa. Además, Brooker lo compara con el episodio de la temporada 3 «San Junípero» en el sentido de que ambos fueron «una decisión consciente para expandir lo que era el programa y luego ponerlo de lado».
Como gran admirador de Star Trek, Bridges sugirió muchos tropos que se incorporarían en el episodio. Brooker le dice a Den of Geek que el episodio no pretende ser un ataque de Star Trek, un espectáculo que estaba «tremendamente adelantado a su tiempo». No pudieron copiar los elementos establecidos directamente de Star Trek sin temor a acciones legales, sino que detallaron el conjunto de la misma manera que Star Trek o Battlestar Galactica. El episodio también presenta Space Fleet siguiendo una historia similar a Star Trek, primero como una relación de aspecto de 4:3 para representar su formato de emisión de la serie original, luego a la versión de pantalla ancha detallada y finalmente termina en una nave estelar rediseñada y trajes que reflejan el J.J. Abrams-Helmed de reinicio. Originalmente, el personaje de Daly era más desagradable desde el comienzo del episodio, pero esto fue cambiado, por lo que al estrangular a Walton sería más una sorpresa. Brooker afirma que Daly muere de inanición después de los eventos en el episodio, debido al cartel de «No molestar» que coloca en su puerta. Haynes consideró terminar el episodio con la toma de Daly en su apartamento, en lugar de la escena más feliz de la tripulación jugando Infinity, pero Brooker le aseguró que no todos los episodios de Black Mirror tienen que terminar infelizmente.

### Elenco y grabación

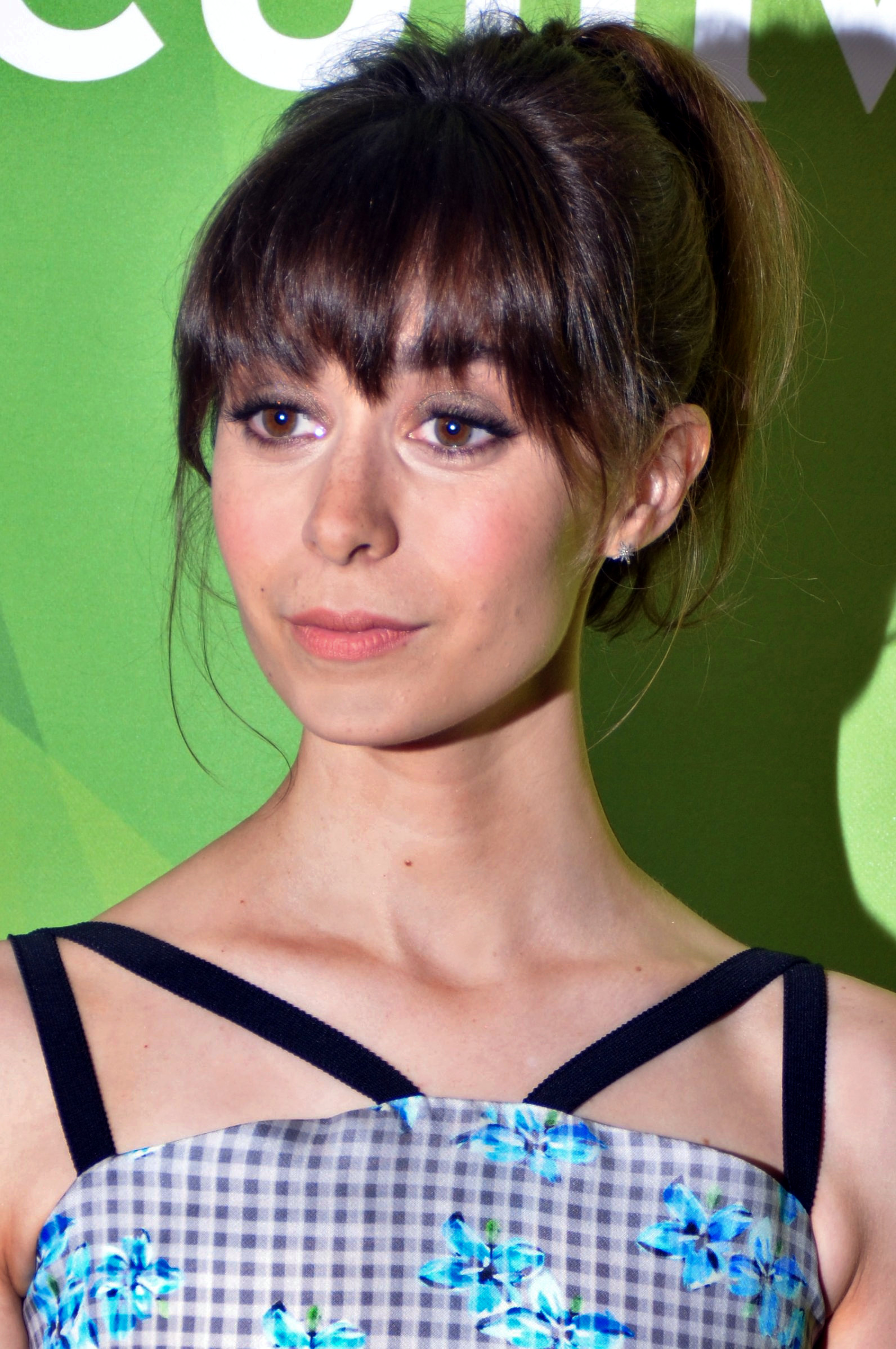
Cristin Milioti protagoniza el episodio como Nanette Cole, «una mujer a cargo [luchando] contra un matón misógino de mente pequeña»..

«USS Callister» está protagonizada por Jesse Plemons como el Capitán Dale y Cristin Milioti como la Teniente Cole, ambas estrellas anteriores de Fargo. Milioti aceptó el papel al haber visto solo unas pocas páginas del guion; ella dice en una entrevista que Nanette es «una mujer a cargo [luchando] contra un matón misógino de mente pequeña». Jimmi Simpson (anteriormente conocido de Westworld) y Michaela Coel de Chewing Gum también son personajes principales en el episodio; Coel ha aparecido en el episodio previo de Black Mirror «Nosedive». Aaron Paul hace una aparición vocal al final del episodio, mientras que la prometida de Plemons Kirsten Dunst hace una aparición no acreditada en el fondo al comienzo del episodio. Originalmente, se suponía que el personaje de Paul era un niño geek, pero Brooker consideró la idea de que los jugadores de videojuegos son espeluznantes era errónea, y «sentía que estaba hablando mal ante el público», ya que él mismo es un gamer. Luego se le ocurrió la idea de que la mejor voz para el personaje sería Jesse Pinkman de Breaking Bad, por lo que (el actor de Pinkman) Aaron Paul fue contactado para el papel. La parte fue uno de los últimos elementos del episodio que se terminó, y sorprendió a los miembros del elenco cuando se proyectó.
El director Toby Haynes trabajó anteriormente en Sherlock y Doctor Who. Partes del episodio fueron filmadas en las Islas Canarias, y la filmación comenzó en enero de 2017. Los efectos especiales fueron hechos por Framestore; Brooker dijo que el episodio presenta más efectos especiales que cualquier episodio anterior del programa. Las escenas de la nave de Callister, el apartamento de Daly y las oficinas de la Callister fueron filmadas en Twickenham Studios, con todas las escenas de la oficina filmadas en tres días. Haynes y Milioti ambos comentaron sobre el apretado calendario, con Haynes sintiendo que la presión ayudó a todos a estar a la altura del desafío.

### Marketing
En mayo de 2017, una publicación de Reddit anunció extraoficialmente los nombres y directores de los seis episodios de la temporada 4 de Black Mirror. El primer avance de la serie fue lanzado por Netflix el 25 de agosto de 2017 y contenía los seis títulos de los episodios. En septiembre de 2017, se lanzaron dos fotos de la cuarta temporada, incluida una de «USS Callister».
A partir del 24 de noviembre de 2017, Netflix publicó una serie de pósteres y avances para la cuarta temporada del programa, conocida como los «13 días de Black Mirror». El póster de «USS Callister» fue lanzado el 4 de diciembre y el tráiler el 5 de diciembre de 2017. Al día siguiente, Netflix publicó un avance que presentaba una amalgama de escenas de la cuarta temporada, que anunciaba que la serie se lanzaría el 29 de diciembre.
Antes del lanzamiento de la temporada, «USS Callister» fue descrito como el «nuevo episodio más esperado» por una fuente; fue comparado por Charlie Brooker con «San Junipero», el episodio más exitoso de la serie anterior.

## Recepción
«USS Callister» ha sido ampliamente descrito como el mejor episodio de la temporada 4 de Black Mirror, o uno de los mejores en general. Charles Bramesco de Vulture le da al episodio cinco de cinco estrellas. Tristram Fane Saunders le da al episodio cuatro estrellas en The Telegraph. Aunque critica que muchas otras obras hayan parodiado antes a Star Trek, Saunders elogia los «puntos proféticos, tópicos» que hace y escribe que «es el tipo de historia que sería bueno escuchar más a menudo». Jacob Stolworthy, de The Independent, aprueba que el tiempo de ejecución de 76 minutos del episodio se utilice de manera efectiva, señala el potencial de un spin-off en el futuro, y escribe que «el cambio de géneros proporciona montones de diversión». Alec Bojalad de Den of Geek le da cinco estrellas al episodio, elogiando al elenco, particularmente Milioti, Plemons y Simpson, y afirmando que muestra el crecimiento de Brooker como escritor. En otra revisión para Den of Geek, Ryan Lambie llama al episodio un «triunfo» y resume que tiene «un elenco excelente y grandes momentos cómicos subrayados por la oscuridad clásica de Black Mirror».
Zack Handlen de The A.V. Club le da al episodio una A-, escribiendo que el final se apresura y el concepto ha sido explorado por Black Mirror antes, pero elogiando la entrega del episodio. El crítico de Metro, Adam Starkey dijo que «los primeros saltos de la trama se sienten un poco torpes» y la duración del episodio lo hace «de vez en cuando [meandro]», pero elogia que el episodio es «entre la subversión del programa y el escapismo de ciencia ficción conscientemente nostálgico» y tiene un final «maravillosamente sombrío». Adam Dileo de IGN llama al reparto «fantástico» y los efectos especiales «deslumbrantes», pero critica que la última parte del episodio es más predecible que los episodios pasados. Todd VanDerWerff de Vox hace una crítica mixta, opinando que el episodio no logró sus objetivos, ya que omitió la profundidad de otros personajes además de Bob, Nanette y James Walton, y como la historia del hijo de Walton siendo torturado es innecesaria ya que la villanía de Bob ya se ha establecido.